# Elienor Werner
Elienor Werner (Suecia, 5 de mayo de 1998) es una atleta sueca especializada en la prueba de salto con pértiga, en la que consiguió ser campeona mundial juvenil en 2015.

## Carrera deportiva
En el Campeonato Mundial Juvenil de Atletismo de 2015 ganó la medalla de oro en el salto con pértiga, con un salto por encima de 4.26 metros, superando a la australiana Phillipa Hajdasz y la china Chen Qiaoling, ambas empatadas con un salto por encima de 4.05 metros.